# Cuerpos de Councilman

Cuerpo de Councilman(arriba a la derecha) y degeneración vacuolar (centro-izquierda). Tinción con hematoxilina y eosina.

En patología, un cuerpo de Councilman, también conocido como cuerpo hialino de Councilman, es un glóbulo eosinofílico que a menudo se encuentra en el hígado de las personas que sufren hepatitis viral, fiebre amarilla, u otro síndrome viral. Representa un hepatocito que está pasando por apoptosis (muerte celular controlada).
También se observan en la hepatitis viral aguda.

## Condiciones asociadas
Hasta hace poco se pensaba que la presencia de cuerpos de Councilman en una biopsia de hígado era prueba suficiente de una diagnóstico de fiebre amarilla. Sin embargo, desde entonces se han encontrado también presentes en otras fiebres hemorrágicas virales, y en la hepatitis viral aguda, y por lo tanto ya no pueden ser considerado como diagnóstico para fiebre amarilla.

## Epónimo
Los cuerpos de Councilman llevan el nombre del patólogo estadounidense William Thomas Councilman (1854-1933), quien las descubrió.